# براندون بيرغر
براندون بيرغر (بالإنجليزية: Brandon Berger)‏ هو لاعب كرة قاعدة أمريكي، ولد في 21 فبراير 1975 في كوفينغتون في الولايات المتحدة.

## وصلات خارجية
- براندون بيرغر على موقعبيزبول رفرنس.كوم (الدوري الرئيسي) (الإنجليزية)
- براندون بيرغر على موقع مشجعي الرسوم البيانية (الإنجليزية)